# Coppa di Serbia 2024-2025 (pallavolo maschile)
La Coppa di Serbia 2024-2025, 19ª edizione della coppa nazionale maschile di pallavolo, si è svolta dal 24 settembre 2024 al 23 febbraio 2025: al torneo hanno partecipato sedici squadre di club serbe e la vittoria finale è andata per la seconda volta al Radnički Kragujevac.

## Regolamento
La formula ha previsto ottavi di finale, quarti di finali, semifinali, quest'ultimi due giocati con gare di andata e ritorno (in caso di parità di set vinti si è disputato un golden set), e finale.

## Squadre partecipanti
- Bagdala
- Dubočica
- Dunav
- Jagodina
- Jedinstvo Stara Pazova
- Karađorđe
- Mladi Radnik
- Niš

- Partizan
- Radnički Kragujevac
- Ribnica
- Spartak Subotica
- Stella Rossa
- Takovo
- VGSK
- Vojvodina

## Torneo

### Tabellone
|  | Ottavi di finale       | Ottavi di finale |  |  | Quarti di finale    | Quarti di finale | Quarti di finale |   |   | Semifinali          | Semifinali | Semifinali |   |  | Finale | Finale |  |
|  |                        |                  |  |  |                     |                  |                  |   |   |                     |            |            |   |  |        |        |  |
|  | Mladi Radnik           | 3                |  |  |                     |                  |                  |   |   |                     |            |            |   |  |        |        |  |
|  | Bagdala                | 2                |  |  | Mladi Radnik        | 0                | 1                |   |   |                     |            |            |   |  |        |        |  |
|  | Radnički Kragujevac    | 3                |  |  | Radnički Kragujevac | 3                | 3                |   |   |                     |            |            |   |  |        |        |  |
|  | Niš                    | 0                |  |  |                     |                  |                  |   |   | Radnički Kragujevac | 3          | 2          |   |  |        |        |  |
|  | Spartak Subotica       | 3                |  |  |                     |                  | Stella Rossa     | 2 | 3 |                     |            |            |   |  |        |        |  |
|  | Dunav                  | 0                |  |  | Spartak Subotica    | 2                | 2                |   |   |                     |            |            |   |  |        |        |  |
|  | Stella Rossa           | 3                |  |  | Stella Rossa        | 3                | 3                |   |   |                     |            |            |   |  |        |        |  |
|  | Jagodina               | 0                |  |  |                     |                  |                  |   |   | Radnički Kragujevac | 3          |            |   |  |        |        |  |
|  | Karađorđe              | 3                |  |  |                     |                  |                  |   |   |                     |            | Partizan   | 0 |  |        |        |  |
|  | VGSK                   | 0                |  |  | Karađorđe           | 1                | 0                |   |   |                     |            |            |   |  |        |        |  |
|  | Vojvodina              | 3                |  |  | Vojvodina           | 3                | 3                |   |   |                     |            |            |   |  |        |        |  |
|  | Jedinstvo Stara Pazova | 2                |  |  |                     |                  |                  |   |   | Vojvodina           | 3          | 1          |   |  |        |        |  |
|  | Takovo                 | 3                |  |  |                     |                  | Partizan         | 2 | 3 |                     |            |            |   |  |        |        |  |
|  | Dubočica               | 1                |  |  | Takovo              | 1                | 1                |   |   |                     |            |            |   |  |        |        |  |
|  | Partizan               | 3                |  |  | Partizan            | 3                | 3                |   |   |                     |            |            |   |  |        |        |  |
|  | Ribnica                | 1                |  |  |                     |                  |                  |   |   |                     |            |            |   |  |        |        |  |

### Risultati

#### Ottavi di finale
| 24 settembre 2024 Hala sportova Dudova Šuma, Subotica Durata: 1h:05 - Spettatori: 150   | Spartak Subotica    | 3 - 0 | Dunav                  | 25-22, 25-17, 25-13               |
| 25 settembre 2024 Sportska hala Breza, Gornji Milanovac Durata: 1h:57 - Spettatori: 300 | Takovo              | 3 - 1 | Dubočica               | 22-25, 25-23, 25-22, 31-29        |
| 25 settembre 2024 Sportski centar Požarevac, Požarevac Durata: 2h:07 - Spettatori: 100  | Mladi Radnik        | 3 - 2 | Bagdala                | 28-26, 22-25, 19-25, 25-19, 15-12 |
| 25 settembre 2024 Sportski centar Master, Belgrado Durata: 1h:41 - Spettatori: 200      | Partizan            | 3 - 1 | Ribnica                | 25-18, 25-18, 21-25, 25-21        |
| 26 settembre 2024 Sportski centar Voždovac, Belgrado Durata: 1h:00 - Spettatori: 70     | Stella Rossa        | 3 - 0 | Jagodina               | 25-8, 25-19, 25-18                |
| 26 settembre 2024 Sportska hala Jezero, Kragujevac Durata: 1h:02 - Spettatori: 60       | Radnički Kragujevac | 3 - 0 | Niš                    | 25-17, 25-19, 25-19               |
| 26 settembre 2024 Osnovna škola Karađorđe, Topola Durata: 1h:03 - Spettatori: 80        | Karađorđe           | 3 - 0 | VGSK                   | 25-15, 25-20, 25-13               |
| 1º ottobre 2024 SPC Vojvodina, Novi Sad Durata: 1h:55 - Spettatori: 150                 | Vojvodina           | 3 - 2 | Jedinstvo Stara Pazova | 21-25, 25-23, 18-25, 25-14, 17-15 |

#### Quarti di finale

##### Andata
| 29 ottobre 2024 Hala sportova Dudova Šuma, Subotica Durata: 1h:57 - Spettatori: 400   | Spartak Subotica | 2 - 3 | Stella Rossa        | 25-21, 25-20, 22-25, 22-25, 9-15 |
| 29 ottobre 2024 Osnovna škola Karađorđe, Topola Durata: 2h:01 - Spettatori: 250       | Karađorđe        | 1 - 3 | Vojvodina           | 25-23, 23-25, 19-25, 26-28       |
| 30 ottobre 2024 Sportski centar Požarevac, Požarevac Durata: 1h:43 - Spettatori: 150  | Mladi Radnik     | 0 - 3 | Radnički Kragujevac | 21-25, 18-25, 23-25              |
| 30 ottobre 2024 Sportska hala Breza, Gornji Milanovac Durata: 1h:43 - Spettatori: 200 | Takovo           | 1 - 3 | Partizan            | 23-25, 25-22, 19-25, 17-25       |

##### Ritorno
| 5 novembre 2024 Sportski centar Voždovac, Belgrado Durata: 2h:04 - Spettatori: 80 | Stella Rossa        | 3 - 2 | Spartak Subotica | 26-24, 21-25, 29-31, 25-15, 15-10 |
| 5 novembre 2024 SPC Vojvodina, Novi Sad Durata: 1h:31 - Spettatori: ?             | Vojvodina           | 3 - 0 | Karađorđe        | 26-24, 26-24, 25-22               |
| 6 novembre 2024 Sportska hala Jezero, Kragujevac Durata: 1h:41 - Spettatori: 100  | Radnički Kragujevac | 3 - 1 | Mladi Radnik     | 25-18, 25-23, 22-25, 28-26        |
| 6 novembre 2024 Sportski centar Master, Belgrado Durata: 1h35 - Spettatori: 300   | Partizan            | 3 - 1 | Takovo           | 25-16, 26-24, 20-25, 25-22        |

#### Semifinali

##### Andata
| 27 novembre 2024 SPC Vojvodina, Novi Sad Durata: 1h:55 - Spettatori: 600          | Vojvodina           | 3 - 2 | Partizan     | 25-23, 25-15, 15-25, 19-25, 15-11 |
| 26 novembre 2024 Sportski centar Master, Belgrado Durata: 1h:48 - Spettatori: 650 | Radnički Kragujevac | 3 - 2 | Stella Rossa | 22-25, 25-22, 25-18, 23-25, 15-12 |

##### Ritorno
| 11 dicembre 2024 Sportska hala Jezero, Kragujevac Durata: 2h:09 - Spettatori: 600 | Partizan     | 3 - 1 | Vojvodina           | 25-19, 25-27, 25-21, 25-22                          |
| 10 dicembre 2024 Sportski centar Voždovac, Belgrado Durata: ? - Spettatori: 200   | Stella Rossa | 3 - 2 | Radnički Kragujevac | 25-23, 21-25, 25-21, 19-25, 15-13 Golden set: 12-15 |

#### Finale
| 23 febbraio 2025 Sportska hala Jezero, Kragujevac Durata: 1h:25 - Spettatori: 4 000 | Radnički Kragujevac | 3 - 0 | Partizan | 25-19, 25-19, 25-21 |

## Statistiche
| Rendimento individuale | Rendimento individuale | Rendimento individuale | Rendimento individuale |
| Pos.                   | Nome                   | Punti                  | Squadra                |
| ---------------------- | ---------------------- | ---------------------- | ---------------------- |
| 1                      | Milija Mrdak           | 106                    | Partizan               |
| 2                      | Luka Stanković         | 91                     | Vojvodina              |
| 3                      | Milutin Nejić          | 90                     | Radnički Kragujevac    |
| 4                      | Milan Krstić           | 89                     | Radnički Kragujevac    |
| 5                      | Aleksandar Stefanović  | 74                     | Stella Rossa           |

| Attacchi vincenti | Attacchi vincenti     | Attacchi vincenti | Attacchi vincenti   |
| Pos.              | Nome                  | Punti             | Squadra             |
| ----------------- | --------------------- | ----------------- | ------------------- |
| 1                 | Milija Mrdak          | 89                | Partizan            |
| 2                 | Milan Krstić          | 81                | Radnički Kragujevac |
| 3                 | Luka Stanković        | 79                | Vojvodina           |
| 4                 | Milutin Nejić         | 73                | Radnički Kragujevac |
| 5                 | Aleksandar Stefanović | 58                | Stella Rossa        |

| Muri vincenti | Muri vincenti         | Muri vincenti | Muri vincenti       |
| Pos.          | Nome                  | Punti         | Squadra             |
| ------------- | --------------------- | ------------- | ------------------- |
| 1             | Vladimir Gajović      | 20            | Radnički Kragujevac |
| 1             | Filip Savovski        | 20            | Vojvodina           |
| 3             | Nemanja Čubrilo       | 17            | Partizan            |
| 4             | Aleksandar Stefanović | 14            | Stella Rossa        |
| 5             | Aleksandar Bošnjak    | 12            | Karađorđe           |
| 5             | Dušan Lopar           | 12            | Radnički Kragujevac |
| 5             | Stevan Simić          | 12            | Stella Rossa        |

| Battute vincenti | Battute vincenti     | Battute vincenti | Battute vincenti    |
| Pos.             | Nome                 | Punti            | Squadra             |
| ---------------- | -------------------- | ---------------- | ------------------- |
| 1                | Milija Mrdak         | 10               | Partizan            |
| 1                | Milutin Nejić        | 10               | Radnički Kragujevac |
| 3                | Omar Ahmed           | 9                | Stella Rossa        |
| 3                | Milan Krstić         | 9                | Stella Rossa        |
| 5                | Aleksandar Gmitrović | 7                | Radnički Kragujevac |